# Funkcja aktywacji
Funkcja aktywacji – pojęcie używane w sztucznej inteligencji do określenia funkcji, według której obliczana jest wartość wyjścia neuronów sieci neuronowej. 
Po agregacji danych wejściowych z uwzględnieniem wag powstaje sygnał sumarycznego pobudzenia. Rola funkcji aktywacji polega na tym, że musi ona określić sposób obliczania wartości sygnału wyjściowego neuronu na podstawie wartości tego sumarycznego pobudzenia.
W literaturze rozważano wiele różnych propozycji funkcji aktywacji, jednak najpowszechniejsze są cztery: funkcja liniowa (neuron liniowy), funkcja sigmoidalna (funkcja logistyczna, neuron sigmoidalny), funkcja tangensoidalna (funkcja tangens hiperboliczny, neuron tangensoidalny) oraz funkcja Gaussa (neuron radialny).
W poniższej tabeli przedstawiono funkcje aktywacji wraz z wzorami matematycznymi i dodatkowymi informacjami.
| Funkcja aktywacji                                     | Wzór matematyczny | Gładka | Monotoniczna | Różniczkowalna                                              | Uwagi |
| ----------------------------------------------------- | --- | ------ | ------------ | ----------------------------------------------------------- | --- |
| Funkcja liniowa                                       | {\displaystyle y(x)=ax+b} | T      | T            | T                                                           | - Funkcja nieograniczona - Z reguły {\displaystyle b=0} |
| Jednostronnie obcięta funkcja liniowa (ReLU)          | {\displaystyle y(x)=\left\{{\begin{matrix}0&{\text{dla}}&x<0\\x&{\text{dla}}&x\geqslant 0\end{matrix}}\right.}                                   | T      | T            | (oprócz punktu {\displaystyle x=0})                         | - Brak górnej granicy |
| Obcięta funkcja liniowa                               | {\displaystyle y(x)=\left\{{\begin{matrix}-1&{\text{dla}}&x<-1\\x&{\text{dla}}&-1\leqslant x\leqslant 1\\1&{\text{dla}}&x>1\end{matrix}}\right.} | N      | T            | (oprócz punktów {\displaystyle x=1} i {\displaystyle x=-1}) | - Przedziałami liniowa |
| Funkcja progowa unipolarna                            | {\displaystyle y(x)=\left\{{\begin{matrix}0&{\text{dla}}&x<a\\1&{\text{dla}}&x\geqslant a\end{matrix}}\right.}                                   | N      | T            | N                                                           | - a – zadana wartość progowa - Z reguły {\displaystyle a=0} - Taką funkcję aktywacji {\displaystyle (a=0)} zastosowali w swojej pracy jako matematyczny model neuronu Warren McCulloch i Walter Pitts |
| Funkcja progowa bipolarna                             | {\displaystyle y(x)=\left\{{\begin{matrix}-1&{\text{dla}}&x<a\\1&{\text{dla}}&x\geqslant a\end{matrix}}\right.}                                  | N      | T            | N                                                           | - a – zadana wartość progowa - Z reguły {\displaystyle a=0} |
| Sigmoidalna funkcja unipolarna (funkcja logistyczna)  | {\displaystyle y(x)={\frac {1}{1+e^{-\beta x}}}}                                                                                                 | T      | T            | T                                                           | - Z reguły {\displaystyle \beta \in \left(0,1\right]} - Gdy {\displaystyle \beta \to \infty ,} funkcja przechodzi w progową unipolarną funkcję aktywacji |
| Sigmoidalna funkcja bipolarna (tangens hiperboliczny) | {\displaystyle y(x)={\frac {2}{1+e^{-\beta x}}}-1={\frac {1-e^{-\beta x}}{1+e^{-\beta x}}}}                                                      | T      | T            | T                                                           | - Z reguły {\displaystyle \beta \in \left(0,1\right].} - Gdy {\displaystyle \beta \to \infty ,} funkcja przechodzi w progową bipolarną funkcję aktywacji |
| Funkcja Gaussa                                        | {\displaystyle y(x)=ae^{-{\frac {(x-b)^{2}}{2c^{2}}}}}                                                                                           | T      | N            | T                                                           | - {\displaystyle a,b,c>0} - e – liczba Eulera |
| Znormalizowana funkcja wykładnicza (softmax)          | {\displaystyle \sigma (\mathbf {z} )_{j}={\frac {e^{z_{j}}}{\sum _{k=1}^{K}e^{z_{k}}}}}                                                          | T      | T            | T                                                           | - Prawdopodobieństwo zawsze sumuje się do jedności: {\displaystyle {\sum _{k=1}^{K}\sigma (\mathbf {z} )_{k}}=1} - e – liczba Eulera - K – szerokość wektorów wejściowego i wyjściowego - Stosowana głównie w najwyższej warstwie klasyfikatorów, w celu obliczenia prawdopodobieństwa przynależności wektora wejściowego z do każdej z K klas wyjściowych |